# Virginia Slims of Newport 1972
Il Virginia Slims of Newport 1972 è stato un torneo di tennis giocato sull'erba. È stata la 1ª edizione del torneo, che fa parte del Virginia Slims Circuit 1972. Si è giocato ad Newport negli USA dal 22 al 26 agosto 1972.

## Campionesse

### Singolare
Margaret Smith Court ha battuto in finale  Billie Jean King con il punteggio di 6–4, 6–1

### Doppio
Margaret Smith Court /  Lesley Hunt hanno battuto in finale  Rosie Casals /  Billie Jean King con il punteggio di 6–2, 6–2